# リテールサポート
リテールサポートとは商学用語のひとつ。
メーカーや卸売業者が小売業者に対して経営的な支援活動を行うということ。リテールサポートの内容としては、情報提供や従業員教育や店員の派遣などが存在する。信用保証や資金援助などの金銭的なサポートも行われている。リテールサポートを行うことで小売店の売り上げを上げることで結果的に自社の業績も上げるというのが狙い。